# ميكروبوليس (دراما)
ميكروبوليس (Μικρόπολις) هي مدينة في دراما في مقاطعة فوريا إلادا في اليونان.